# Giovanni Lolli
Giovanni Lolli (L'Aquila, 3 giugno 1950) è un politico italiano, presidente ad interim e vicepresidente dell'Abruzzo fino al 23 febbraio 2019.
È stato deputato della Repubblica Italiana nella XIV Legislatura per i Democratici di Sinistra, nella XVI e nella XVII per il Partito Democratico, oltre che sottosegretario di Stato alle Politiche giovanili e alle attività sportive nel governo Prodi II.

## Biografia
Dopo aver conseguito il diploma di maturità scientifica, ha frequentato la facoltà di Medicina dell'Università di Bologna, arrivando fino al 5º anno e superando tutti gli esami senza tuttavia laurearsi.

### Attività politica
Attivo per anni nell’ambito dell’associazionismo, del volontariato e nel movimento ambientalista, inizia a fare politica nella Federazione Giovanile Comunista Italiana, l'organizzazione del Partito Comunista Italiano (PCI), dove nel 1976 viene eletto segretario regionale della sezione abruzzese, assumendo poi — tra il 1977 e il 1978 — incarichi nella segreteria nazionale.
Nel 1980 viene nominato segretario provinciale del PCI all'Aquila.
Alle elezioni amministrative del 1985 si candida al consiglio comunale dell'Aquila, tra le liste del Partito Comunista Italiano, venendo eletto consigliere comunale e rimanendo in carica fino al 1990. Successivamente diventa segretario regionale del PCI in Abruzzo.
All'indomani dello scioglimento del PCI con la svolta della Bolognina di Achille Occhetto nel 1991, aderisce alla nascita del post-comunista Partito Democratico della Sinistra (PDS), di cui diviene coordinatore della segreteria nazionale e Responsabile nazionale per l’associazionismo e lo sport.
Nel 1998 aderisce alla svolta di Massimo D'Alema dal PDS ai Democratici di Sinistra (DS), per unificare il PDS con altre forze della sinistra italiana, mantenendo i medesimi incarichi che aveva e divenendo membro del Consiglio nazionale.
Alle elezioni politiche del 2001 viene candidato alla Camera dei deputati, tra le liste dei DS nella circoscrizione Abruzzo, risultando eletto deputato. Nella XIV legislatura della Repubblica è stato componente della 7ª Commissione Cultura, scienza e istruzione.
Alle elezioni politiche del 2006 si candida al Senato della Repubblica, ma non riesce ad essere eletto. In seguito viene nominato dal Consiglio dei ministri sottosegretario di Stato per le politiche giovanili e le attività sportive nel secondo governo Prodi.
Dopo lo scioglimento dei DS aderì al Partito Democratico, di cui fu uno dei fondatori in Abruzzo.
Alle elezioni politiche del 2008 si candida con il PD, divenendo vice-capolista del partito alla Camera dei Deputati e, in quella veste, sarà conosciuto per lunghe battaglie politiche verificatesi in seguito al terremoto dell'Aquila del 2009.
Alle elezioni politiche del 2013 è ricandidato alla Camera nella circoscrizione Abruzzo, risultando tuttavia il primo dei non eletti del Partito Democratico.
Il 19 giugno 2014 viene nominato vicepresidente della Regione Abruzzo e assessore alla ricostruzione e alle attività produttive dal neoeletto presidente Luciano D'Alfonso.
Il 26 settembre, in seguito alle dimissioni dalla carica di parlamentare di Giovanni Legnini, eletto membro del CSM, gli subentra come deputato della XVII legislatura; Lolli decide tuttavia di rimanere vicepresidente della Regione Abruzzo, pertanto si dimette il 7 ottobre successivo, venendo a sua volta sostituito da Gianluca Fusilli.
Il 10 agosto 2018, in seguito alle dimissioni da presidente della Regione Abruzzo di Luciano D'Alfonso eletto senatore, assume l'incarico di presidente ad interim, mantenendo tale carica sino al 23 febbraio 2019, con l'insediamento dell'eletto presidente Marco Marsilio.